# Horvátország turizmusa

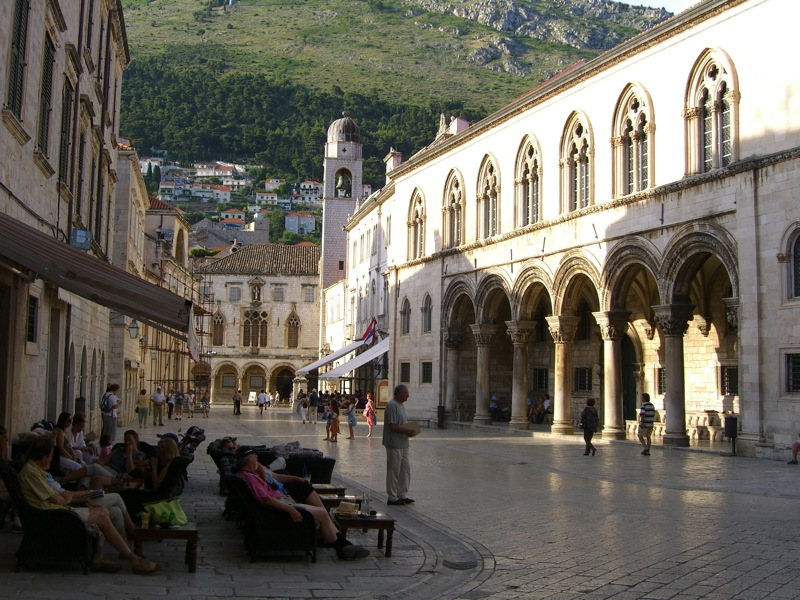
Dubrovnik

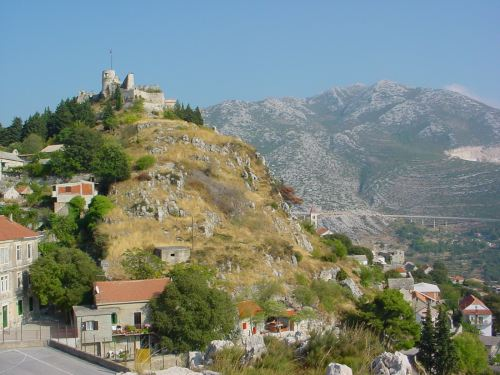
Klissza látképe

Ez a szócikk Horvátország turizmusát tárgyalja, azon belül az ország turisztikai felosztását, a legfontosabb és legjellegzetesebb turisztikai látnivalókat, a természetjárás, üdülő- és gyógyturizmus fő jellemzőit, valamint a turistáknak nyújtott szolgáltatások, a szállás, étkezés és közlekedés adottságait.
Horvátországban a turizmus a gazdaság vezető ágazata. Az ország tengerparti sávjában rekordmértékű a turistaforgalom.

## Története
Az 1980-as években a jugoszláviai horvát tagköztársaság adta az ország idegenforgalmi bevételének 80%-át. Ez a háborús konfliktus nyomán súlyos veszteségeket szenvedett, de a hosszú tengerpart lassan visszanyerte vonzerejét.

## Turisztikai régiók
Az ország idegenforgalmi területei a következők:
- Belső-Horvátország
  - Zágráb és vidéke (Zágrábi-medence)
  - Horvát-Középhegység és Muraköz
  - Szlavónia és Drávaszög
- Adriai Horvátország
  - Isztria és a Kvarner-öböl
  - Gorski Kotar és Lika hegyvidékei
  - Dalmácia
    - Zadari régió
    - Šibeniki régió
    - Spliti régió
    - Dubrovniki régió

Az ország legnépszerűbb turisztikai régiója Dalmácia.
Horvátország legfejlettebb turisztikai régiója Isztria, az Adriai-tenger legnagyobb félszigete. A félsziget partjának hossza 445 km. Legfontosabb turistacentrumai a nyugati partján fekszenek. Tizenegy jachtkikötője van.

## Turisztikai látnivalók

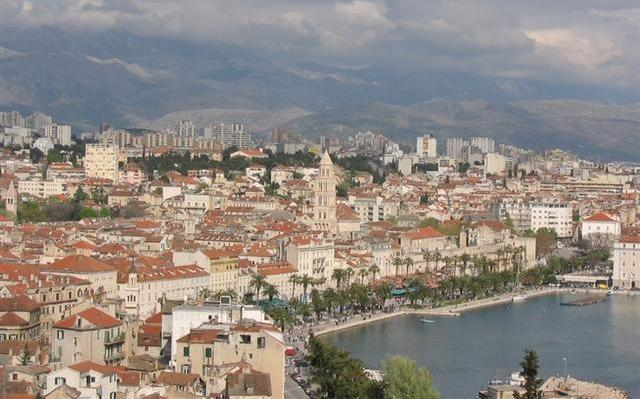
Split látképe

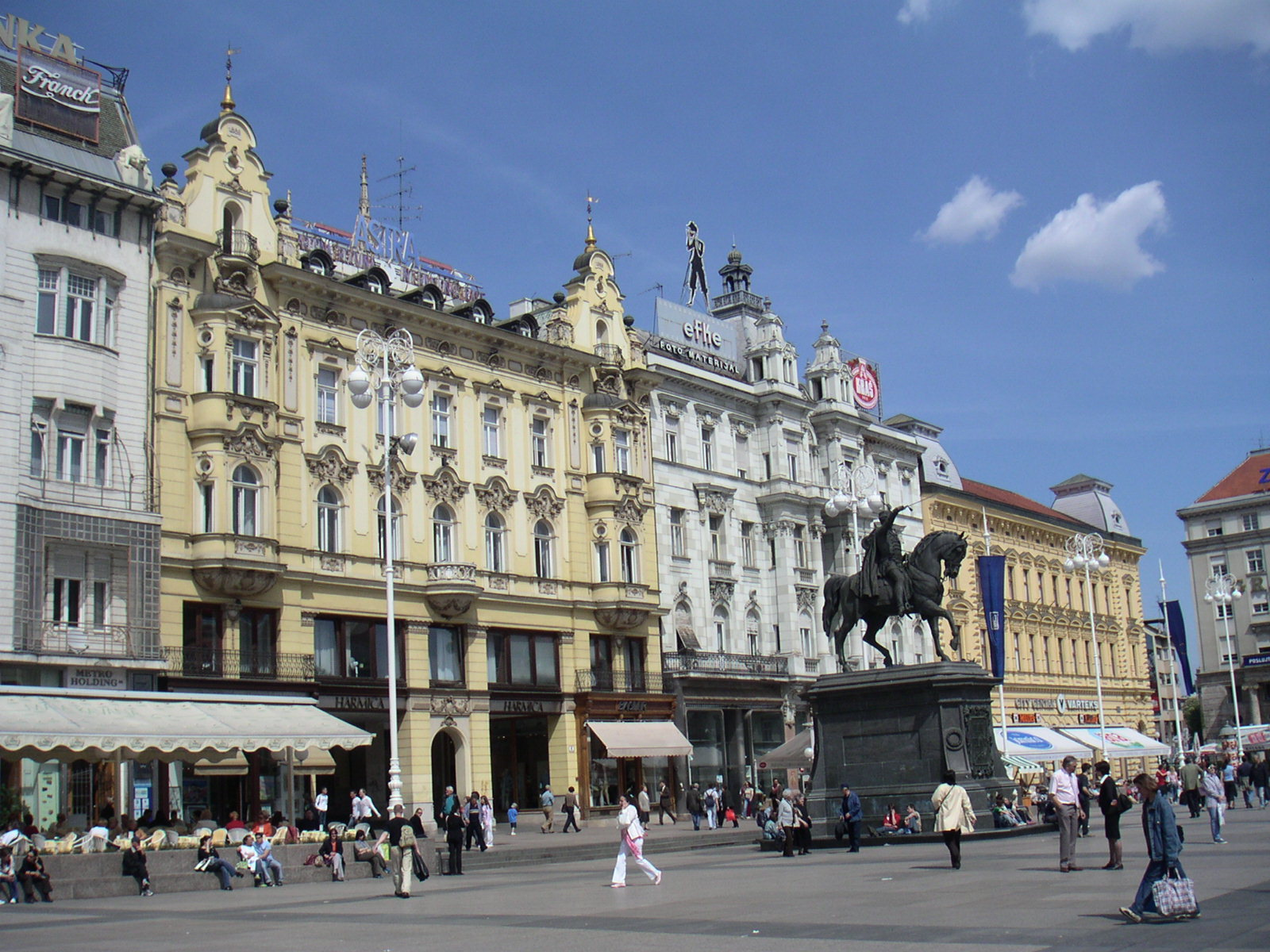
A Jelačić tér Zágrábban

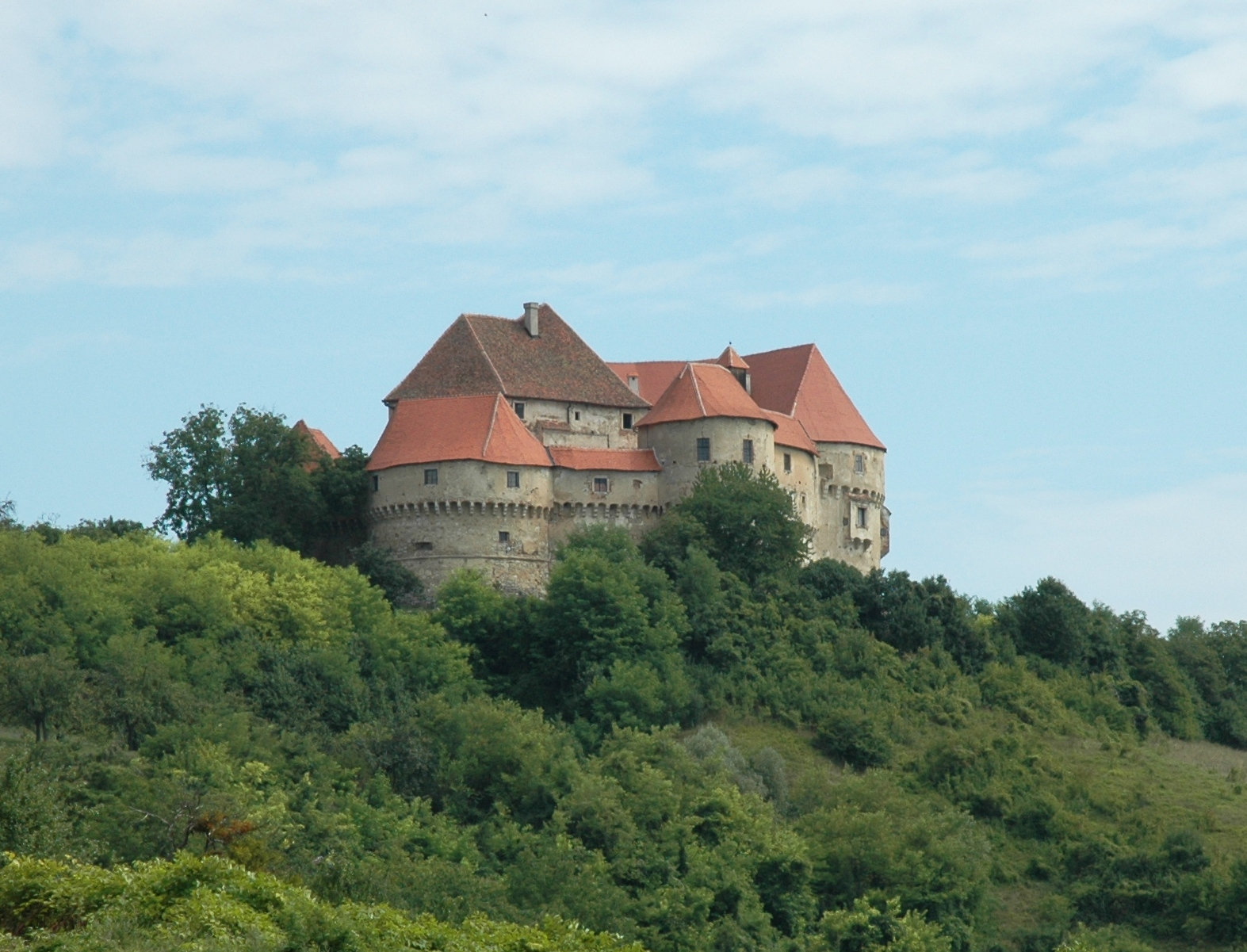
A nagytábori vár

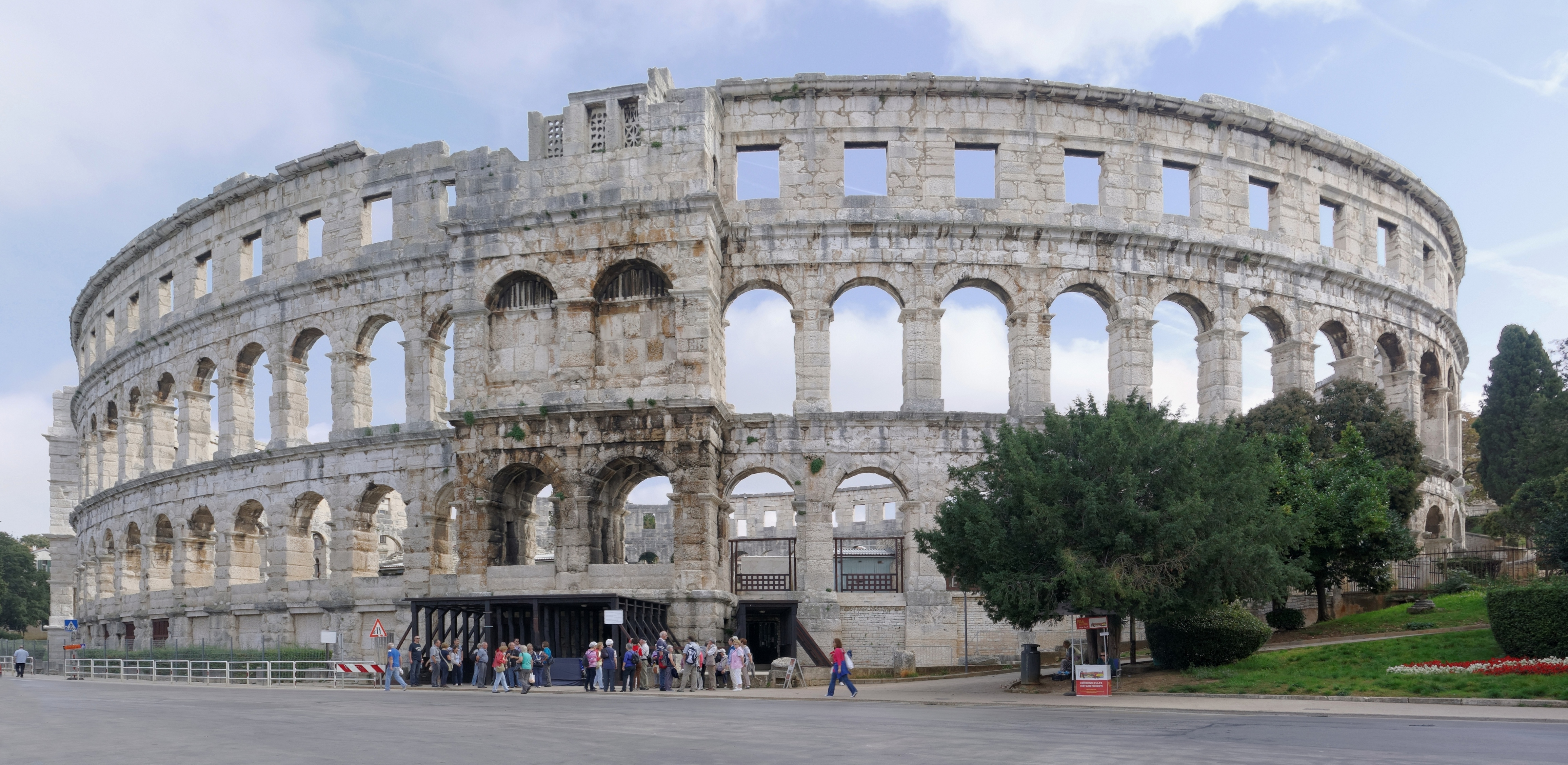
A pulai amfiteátrum

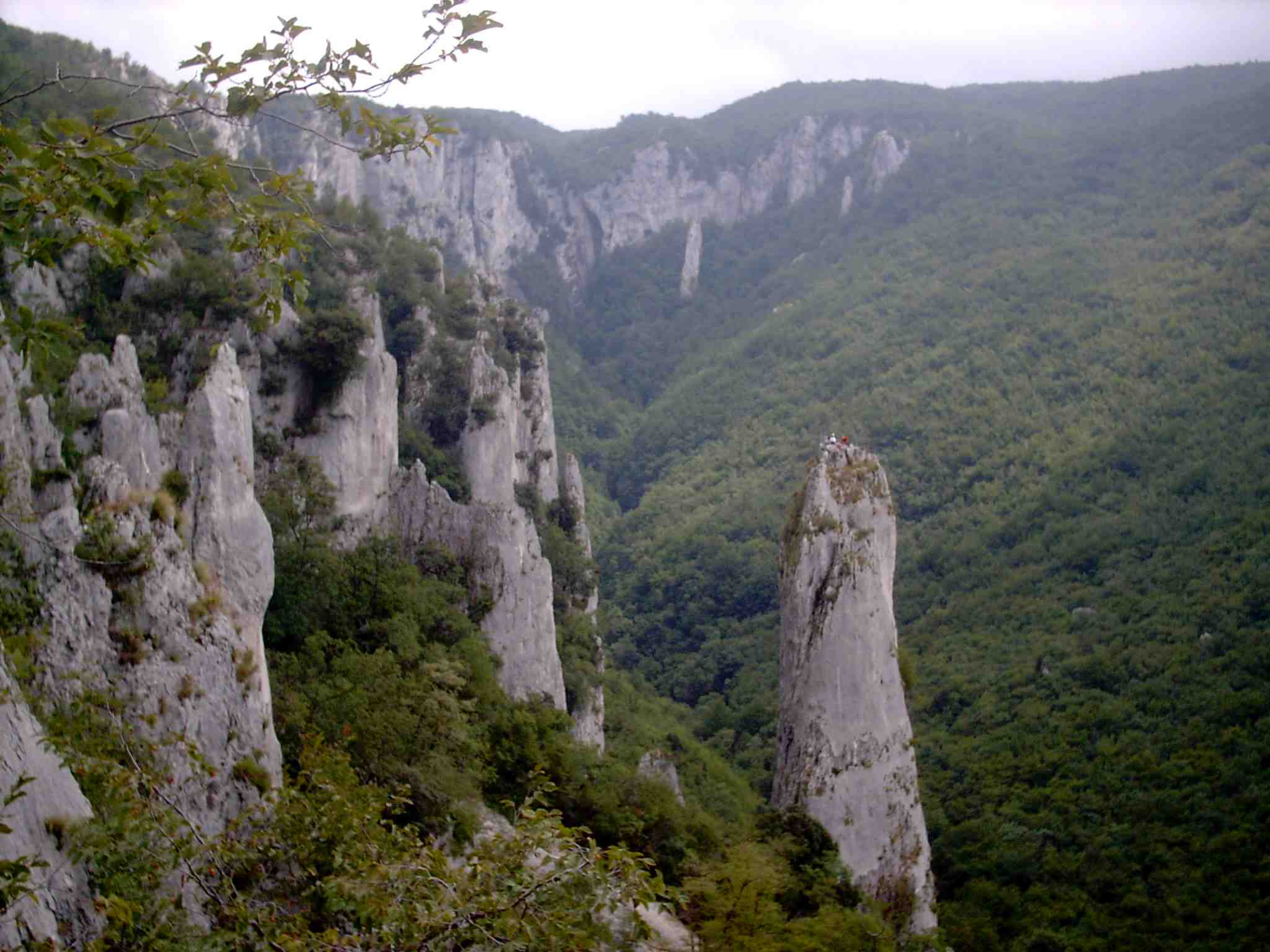
Učka-hegység, Isztriai-félsziget

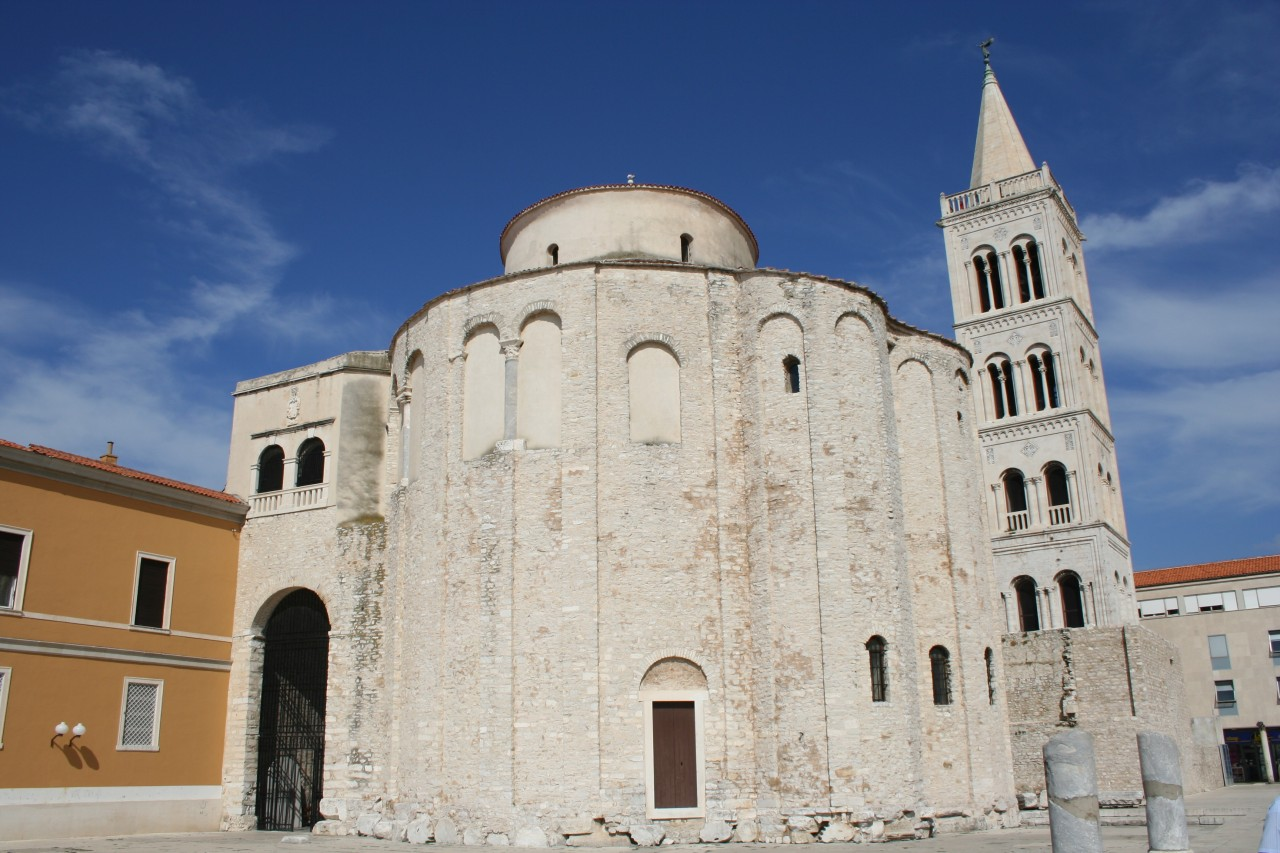
A 9. századi Szent Donát-templom Zárában

### Világörökségi helyszínek
- Dubrovnik óvárosa
- Split történelmi műemlékegyüttese Diocletianus palotájával
- Plitvicei-tavak Nemzeti Park
- Az Euphrasius-bazilika püspöki műemlékegyüttese Poreč történelmi központjában
- Trogir történelmi központja
- A Szent Jakab-katedrális Šibenikben
- Stari Grad-síkság Hvar szigetén

### Régió szerint

#### Belső-Horvátország
Zágráb és vidéke
- Zágráb: történelmi várnegyed és 19. századi városközpont, gótikus székesegyház
- Zágrábi-hegység (Medvednica)
- Szamobori-hegység (Žumberak)
- Lónyamező Nemzeti Park (Lonjsko polje): több mint 600 gólyapárjával a gólyák európai gyűjtőhelye
- Jasenovac: a koncentrációs tábor emlékhelye

Horvát-Középhegység (Zagorje)
- Varasd vára, a város környéke: vinicai arborétum, Vindija-ősemberbarlang (Spilja Vindija)
- Trakostyán vára
- Nagytábor – Corvin János vára
- Korpona: a közeli barlang neandervölgyi-leleteinek kiállítása
- Máriabeszterce (Marija Bistrica) – Horvátország leghíresebb zarándokhelye, monumentális kálvária

Szlavónia
- Eszék
- Diakovár
- Erdőd: kastélyában látható a világ legnagyobb boroshordója (75 000 liter)
- Vukovár – a barokk kisváros még mindig romos a délszláv háború pusztítása miatt (1991), a népirtás áldozatainak temetője Európa legnagyobb tömegsírja a II. világháború óta
- Pozsega havasa (Papuk)

Drávaszög
- Kopácsi-rét (Kopački rit) – Európa egyik legjelentősebb vizes élőhelye

#### Adriai Horvátország
Isztria
- Abbázia
- Poreč
- Motovun
- Brijuni
- Pula
- Brioni-szigetek: Értékes római kori és bizánci műemlékek találhatók itt. A világ államférfiainak kedvenc nyaralóhelye.
- Lovran
- Učka-hegység

Kvarner-öböl
- Zengg
- Rab és Lošinj szigetek

Gorski kotar hegyvidék
- Risnjak Nemzeti Park

Lika hegyvidék
- Plitvicei-tavak: a világörökség része
- Rakovica – Barać cseppkőbarlang (Baraćeve špilje)

Dalmácia
- Novigrad
- Zára (Zadar)
- Vranai-tó (Vransko jezero)
- Velebit hegység: Paklenica Nemzeti Park fantasztikus sziklafalakkal és szurdokokkal – a Winnetou-filmek forgatási helyszíne, a horvátországi hegymászók legkedveltebb úti célja, Cerovačke Spilje és Manita peć barlangok
- Šibenik
- Krka Nemzeti Park – vízesések, kolostorok, Skradin kisvárosa
- Knin
- Trogir
- Split: történelmi óváros, a környéken Salona romjai és Klissza sziklavára
- Makarska és a Biokovo hegység
- Brela – Punta Rata, Európa legszebb strandja
- Dubrovnik
- Szigetek: Kornati és a Telašćica-öböl, Pag (Novalja, Plaža Zrće), Brač (Bol, Zlatni rat), Hvar, Korčula, Mljet-sziget (tavak és kolostorsziget), Lastovo szigetcsoport

## Természeti öröksége (természetjárás, ökoturizmus, aktív turizmus)

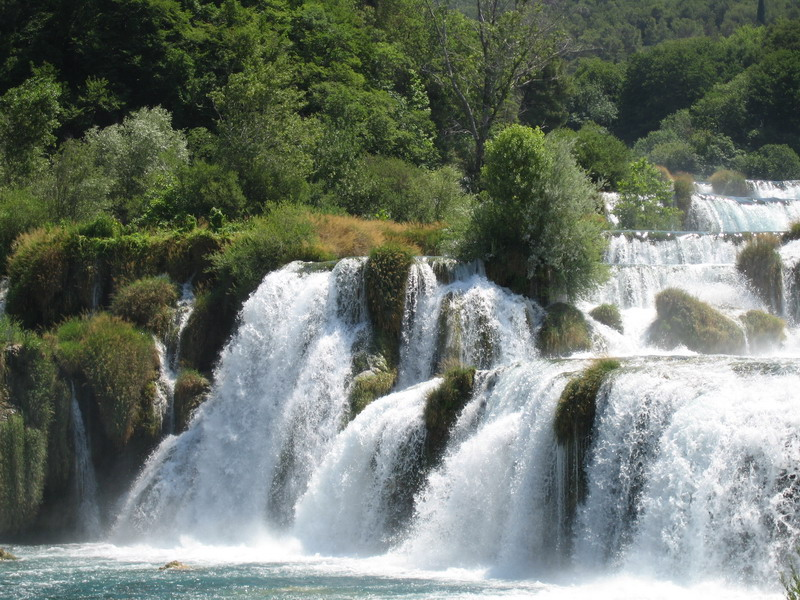
Krka Nemzeti Park

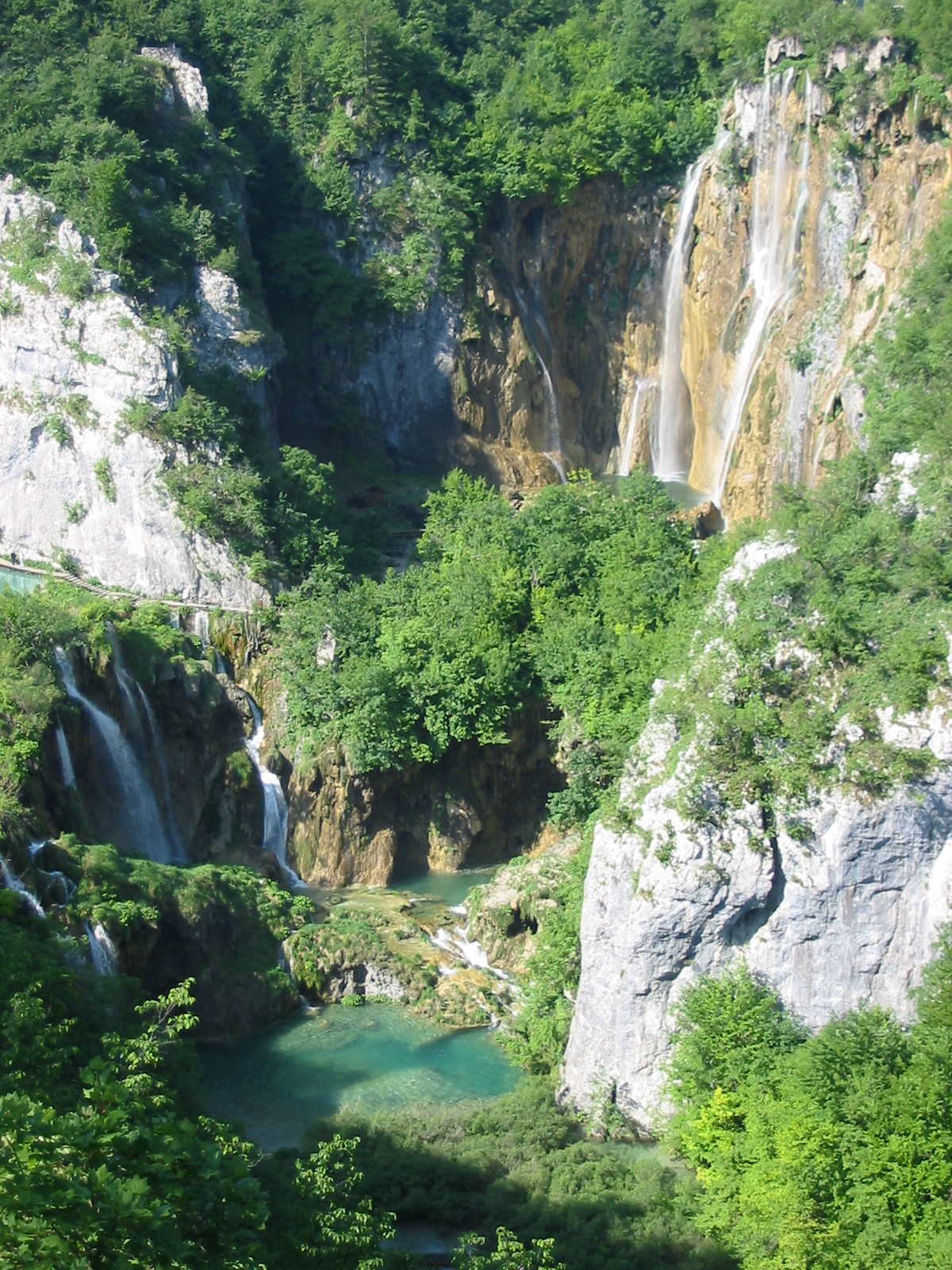
Plitvicei-tavak, a világörökség része

Természetvédelmi területekben igen gazdag ország: nyolc nemzeti parkja, tíz természeti parkja, két szigorúan védett rezervátuma, hetvennégy különlegesen védett rezervátuma, nyolcvan természeti emlékhelye, harminckét védett tájegysége, harminchat parkerdeje van.
- Brioni Nemzeti Park (Nacionalni Park Brijuni) vagy Brioni-szigetek: Területe 36 km², tenger veszi körül. Pulától nem messze fekvő, 2 nagyobb és 12 kisebb szigetből álló szigetcsoport. Ritka növény- és állatfajokban gazdag. A parkban van egy állatkert is, ahol más égövből származó állatok élnek. Értékes ókori, római kori és bizánci műemlékek találhatók itt. A két világháború között az előkelők nyaralóhelye volt, ma is a világ államférfiainak kedvenc nyaralóhelye. Rendkívüli szépsége miatt jövőjét is az idegenforgalomra alapozzák.
- Kornati Nemzeti Park (Nacionalni Park Kornati) vagy Kornati-szigetek: A Földközi-tenger legtagoltabb szigetcsoportja. Területe kb. 220 négyzetkilométer, és 89 szigetet foglal magába. 100 m magasságot is elérő sziklacsúcsok, tagolt part, habarcs nélküli kőfalak, gazdag élővilág jellemzi. A vitorlázást kedvelőknek 2 kikötőt építettek (Žut és Piskera.)
- Krka Nemzeti Park (Nacionalni Park Krka) vagy Krka: Területe 111 km². Az ország legszebb karsztvidéki folyója. Hosszának kétharmad részében kanyonon keresztül folyik, majd a tenger felé érve vízesések és zuhatagok sokasága alkotja. A legszebbek egyikén, a Roski slap és a Skradinski buk között, a Visovac szigeten található egy ferences rendi kolostor igen értékes könyvtárral. A park területén fekszik a festői szépségű, antik városka, Skradin.
- Mljet-szigeti Nemzeti Park (Nacionalni Park Krka) vagy Mljet-sziget: Dubrovniktól délnyugatra fekvő kis sziget. Területe: 31 km². A nyugati részét a part különleges tagoltsága miatt nyilvánították nemzeti parkká. A szigeten lévő Kis- és Nagy-tavat egymással és a tengerrel is alig észrevehető szoros köti össze. Buja növényzet, erdők, gazdag állatvilág található a szigeten. Értékes kulturális öröksége egy XII. századi bencés kolostor a sziget Veliko Jezero nevű tavának kis szigetén (szállodává alakították).
- Paklenica Nemzeti Park (Nacionalni Park Paklenica): A legnagyobb horvát hegység a Velebit tenger felé eső, déli lankáinak része. Területe: 36 km². A 400 m-t is elérő szorosok a hihetetlenül erős eróziók eredményeként keletkeztek. Csak itt található meg a fekete fenyő. Sűrű erdők, ritka növényfajták, csak itt előforduló rovarok, hüllők, nagyszámú madárfaj (saskeselyű) él a park területén. Az Anicka kuk, a szoros 400 m magas sziklája a horvátországi hegymászók legkedveltebb úticélja.
- Plitvicei-tavak Nemzeti Park (Nacionalni Park Plitvička jezera): A UNESCO világörökség része, Karlovactól 75 km-re. A Mala Kapela és a Plješivica hegyvonulatainak találkozásánál több folyócska fut össze, melyek északról déli irányba robogva egységes tórendszert hoztak létre. A Nemzeti Park 16 nagyobb és 2 kisebb lépcsőzetesen elhelyezkedő tavát 92 vízesés köti össze. A tavak felszíne összesen 2 km². Területe eléri a 200 km²-t (20 000 ha), melyből több mint 15 000 ha erdős terület.
- Risnjak Nemzeti Park (Nacionalni Park Risnjak) vagy Risnjak hegymasszívum: A Gorski kotarban fekvő hegység (1528 m) Fiumétől északra. Védettségének fő oka a növényvilág. Nevét a hiúzról kapta, mely még ma is él ezen a vidéken.
- Észak-Velebit Nemzeti Park (Nacionalni Park Sjeverni Velebit) vagy Észak-Velebit hegyvonulat: A Velebit legértékesebb, leglátványosabb része.

## Üdülőturizmus, aktív turizmus

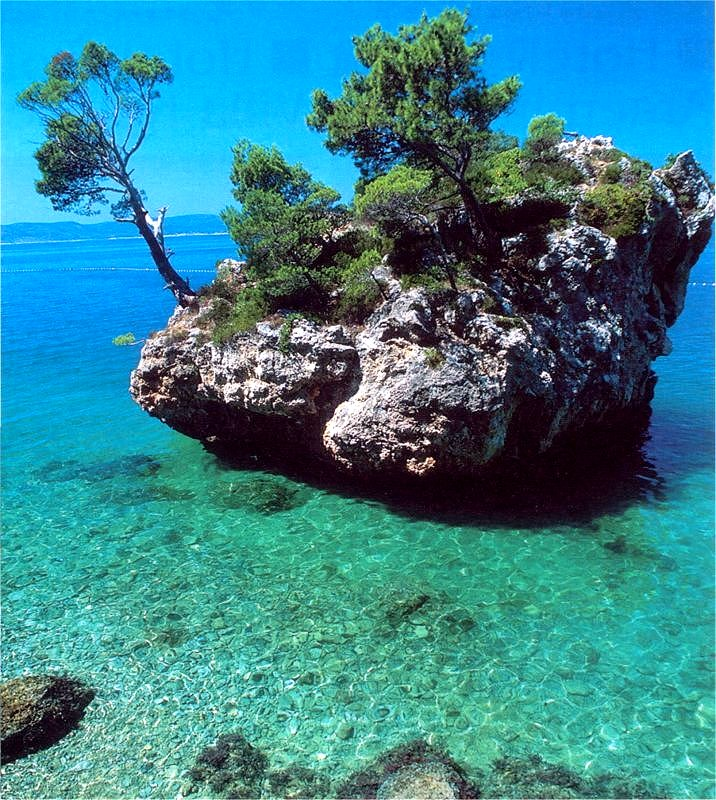
Dalmáciai sziklasziget (Brela, "Punta Rata")

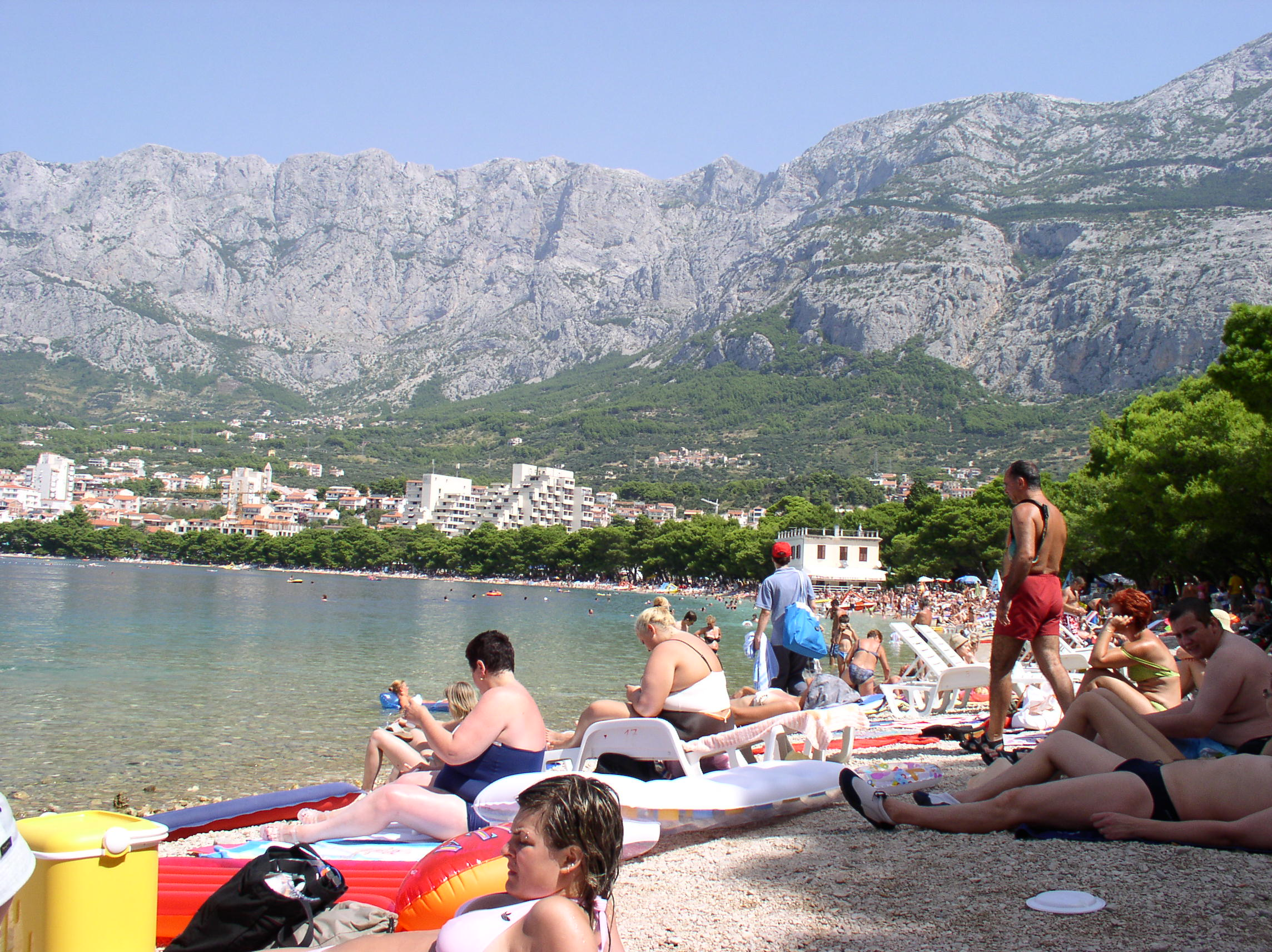
Makarska tengerpartja

## Turisztikai információk, szolgáltatások

### Szállás
A legtöbb ember, aki Horvátországba utazik, önellátás mellé keresi a legjobb szállás lehetőségeket. Számos utazási irodában találhatsz a horvát tengerpart vonalán bárhova szállás ajánlatokat. Az apartmanok és különböző hotel típusok Horvátországban széles skálán mozognak az önellátástól az all inclusive ellátásig.

### Egyéb hasznos információk

#### Horvátország hivatalos képviseletei
| Magyar Nagykövetség Horvátországban Zágráb, Pantovcak 255-257. Tel.: 00 385 1 4890900 | Horvát Idegenforgalmi Közösség Magyarországi Képviselet 1054 Budapest, Akadémia u.1. Tel.: 06 1 267 5588 |

#### Oltások
Javasolt oltások Horvátországba utazóknak:
- Hepatitis A (közepes a fertőzésveszély)
- Hepatitis B (alacsony a fertőzésveszély)
- Kullancsok által terjesztett agyvelőgyulladás

## Külső hivatkozások
- Kiskorúak beutazása Horvátországba + nyomtatvány
- Mura-híd átadása, a magyar M7-es és horvát A4-es autópályák összekötése - MTI
- Horvátország képek
- Istria Tours - Horvátország specialista
- Ezekre ügyelj, ha Horvátországban nyaralsz - Utazóna cikk